# Бухтєєв Андрій Миколайович
Андрі́й Микола́йович Бухтє́єв (1806 — 1875, Москва) — купець 1-ї гільдії, київський міський голова в 1854–1857 роках.

## Біографія
Походив з роду промисловців Бухтєєвих, які були з Миколаєва або Брянщини. Син Миколая Афанасійовича Бухтєєва, почесного громадянина та промисловця Києва, та Агаф'ї (прізвище невідоме). 1843 року був приписаний до 1-ї гільдії київських купців з миколаївських купців Херсонської губернії. Продовжив батьківську справу промисловця, займався будівництвом та торгівлею. 
Відомий як спадковий почесний громадянин Києва. Вів значні будівельні роботи на Подолі. Стає купцем I гільдії. Відомий як Печерський землевласник. Мав чин колезького радника.
Був активним діячем київського самоврядування. У 1854–1857 роках був міським головою Києва. У цей час його брат Адріан був міським головою Миколаєва. У 1860-х роках постійно їздив у справах з Києва до Москви, а звідти до Нижнього Новгорода.
Наприкінці 1859 року заснував спільно з американським підприємцем Робертом Вільямсом вагонобудівний завод у Москві. У 1858–1861 роках товариство А. М. Бухтєєва, І. А. Бусуріна і В. Ф. Епішкіна будувало залізницю Москва—Нижній Новгород. У 1865 році отримав замовлення на виготовлення вагонів для Московської та Московсько-Нижньогородської залізниць. Можливо, відтоді більше часу проводив у Москві, де став почесним громадянином.
У 1869 році на його честь перейменували Немецьку вулицю на Бухтєєвську (зараз — вулиця Генерала Алмазова). Бухтєєв в 1871 році спільно з іншими пайовиками заснував акціонерне товариство «Благодать». Помер у 1875 році в Москві.

## Родина
- дружина Анна Никифоровна (бл. 1809 — ?).
- син Михайло (1829–1901), член міської управи Одеси.
- дочка Марія (бл. 1833 — ?).